# 太田市立城西中学校
太田市立城西中学校（おおたしりつ じょうさいちゅうがっこう）は、群馬県太田市にある公立中学校。

## 沿革
- 1984年（昭和59年） - 太田市立宝泉中学校の規模が肥大化し、適正化を図る為、宝泉中学校・西中学校の一部を分離統合し、城西中学校の設置が決定。

## 学校教育目標
基本理念
高い知性、豊かな情操と徳性、たくましい意志と優れた創造力を備えた心身ともに健康で規律ある人間を育成する。
基本目標
知性を磨き、心を拓き、心身ともにたくましい生徒を育成する。
具体目標
- 自ら学び、考え、正しい判断のできる生徒（やる気・本気）
- 思いやりの心を持ち、規律ある生活のできる生徒 （和気）
- 心身を鍛え、積極的に行動できる生徒 （根気・元気）

## 生徒会・部活動など

### 生徒会
太田市立城西中学校生徒会（以下、生徒会）は、太田市立城西中学校の全生徒によって組織され、会員の自主的活動により、会員相互の親睦をはかるとともに学校生活の向上をはかり、民主的教養を高めることを目的として設置されている。
具体的な活動として次のようなものがある。
- 風紀の改善及び学校内外の美化、安全に関すること
- 生徒集会に関すること
- 各部活動に関すること
- 学校行事への参加及び意見･希望に関すること
- 会員相互の親睦に関すること
- 社会への奉仕活動に参加すること
- その他

### 生徒会内の組織
生徒会は次の組織によって運営されている。
- 生徒総会（生徒会の最終議決機関）
- 中央委員会（総会に次ぐ議決機関）
- 本部役員会（総会及び中央委員会の議案の作成、計画、運営）
- 生徒（全校、学年）集会（学校生活の向上のための諸問題を扱う）
- 専門委員会（各任務の研究、調査、年間計画の作成、その他必要事項の決定、執行）
- 学級委員会（各学級の意見交換、学級の意向をまとめる、学級の諸問題を扱う）
- JRC委員会
- 校外生徒会
- 運動部会
- 文化部会

### 生徒総会
生徒総会は生徒会の最高議決機関であり、各学期それぞれ1回、1年で計3回開かれる。主な内容は役員の承認、予算、決算並びに活動計画の審議･議決である。但し、中央委員会及び生徒会員の3分の1以上の要求があるときに臨時に開かれる。

### 専門委員会
専門委員会は次のとおりである。
- 生活委員会
- 掲示委員会
- 放送委員会
- 新聞委員会
- 図書委員会
- 整美委員会
- 保健委員会
- 給食委員会
- 園芸委員会
- 交通安全委員会
- 体育委員会
- 防災委員会
- ISO委員会（平成17年度より設置[1]）
- （コンピューター委員会[1]）

### 部活動
部活動は非常に盛んで、太田市の中学校で群馬県大会出場者数は上位を誇っている。多種多様な部活があり、生徒の殆どが部活動に所属している。

#### 文化部
- 吹奏楽部
- 芸術部（演劇部としての活動も行う）(2024年　廃部)

#### 運動部
- 野球部（男）
- ハンドボール部（男女）
- ソフトボール部（女）
- バレーボール部（男女）
- バスケットボール部（男女）
- 柔道部（男女）
- 剣道部（男女）[2]
- サッカー部（男）
- 卓球部（男女）
- ソフトテニス部（男女）
- 硬式テニス部（男女）
- ダンス部（女）
- 陸上部（男女）
- バドミントン部（男女）
- （水泳部）
- 空手部(同好会)
- 駅伝部（男女）8月～大会終了まで結成
- 体操部（男女）

## 学区
- 新野町[3]
- 藤阿久本村
- 藤阿久椿森
- 藤久良町1区
- 藤久良町2区
- 藤久良町3区
- 藤久良町4区
- 由良町寺家
- 由良町体宮
- 新道町
- 脇屋町
- 城西町

## 学校周辺
- 太田市立城西小学校
- 東武桐生線 三枚橋駅
- 太田市消防本部
- 太田警察署

## 著名な卒業生
- 鈴木悠里：陸上競技選手、2005年世界クロスカントリー選手権代表。
- 中里麗美：陸上競技選手、2011年世界陸上女子マラソン代表。
- 清水依与吏：back numberのボーカル、ギター。2011年「はなびら」でメジャーデビュー。
- 片山陽平：ティンパニ・打楽器奏者、セントラル愛知交響楽団首席奏者。